# Humphrey H. Leavitt

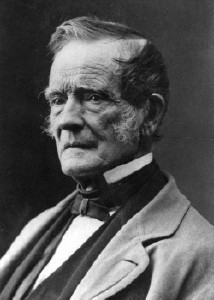
Humphrey H. Leavitt

Humphrey Howe Leavitt (* 18. Juni 1796 in Suffield, Hartford County, Connecticut; † 15. März 1873 in Springfield, Ohio) war ein US-amerikanischer Jurist und Politiker der Demokratischen Partei. Vom 6. Dezember 1830 bis 10. Juli 1834 war er Mitglied des Repräsentantenhauses der Vereinigten Staaten für den 11. und 19. Kongressdistrikt des Bundesstaates Ohio.

## Biografie
Leavitt wurde 1796 in Suffield in Connecticut geboren. 1800 zog er mit seinen Eltern in das Nordwestterritorium. In Leavittsburg kaufte sein Vater ein Stück Land und baute sich eine Existenz auf. Die Stadt wurde nach der Familie benannt. Im Alter von 16 Jahren diente Leavitt im Britisch-Amerikanischen Krieg. Daraufhin war Leavitt als Lehrer tätig. 1816 wurde er, nachdem er Jura studierte, als Rechtsanwalt in Cadiz zugelassen. Das Schiedsamt im Harrison County hatte er von 1818 bis 1820 inne. 1819 zog er nach Steubenville um. 1823 wurde er Staatsanwalt im Jefferson County.
1825 wurde Leavitt zum Mitglied des Repräsentantenhauses von Ohio gewählt. 1827 wechselte er in den Senat von Ohio. Von 1830 bis 1834 war er Mitglied des Repräsentantenhauses auf Bundesebene zunächst für den 11. Bezirk, später für den 19. Am 28. Juni 1834 wurde er von Präsident Andrew Jackson zum Richter am Bundesbezirksgericht für den Bezirk von Ohio ernannt. Der Bundessenat bestätigte noch am selben Tag die Ernennung. Am 30. Juni trat er sein neues Amt an. 1855 wurde der Gerichtsbezirk auf zwei Gerichte aufgeteilt, Leavitt wechselte als Richter an das Bundesbezirksgericht für den südlichen Distrikt von Ohio. Er zog nach Cincinnati um, 1871, als er Amt am Gericht abgab, zog er nach Springfield.
Leavitt war mit Marie Antoinette McDowell verheiratet. Gemeinsam hatten beide drei Kinder. Leavitt starb 1873 in Springfield. Er wurde auf dem Spring Grove Cemetery in Cincinnati beigesetzt.